# 妻舅
妻舅是指稱呼妻子的弟兄，俗稱舅子，又簡稱舅。
妻子的哥哥又稱大舅子、大舅、內兄、妻兄，妻子的弟弟又稱為小舅子、小舅、舅仔、內弟、妻弟，自己相對妻舅來說是姊夫或妹夫。若是再延伸指妻子的堂表親兄弟則稱呼法則相同，只需在前面再增添「堂／表」即可，而自己相對他們來說是堂／表姊夫或堂／表妹夫。